# Старий Ямельник
Старий Ямельник (пол. Stary Jamielnik) — село в Польщі, у гміні Сточек-Луковський Луківського повіту Люблінського воєводства.
Населення — 237 осіб (2011).
У 1975-1998 роках село належало до Седлецького воєводства.

## Демографія
Демографічна структура станом на 31 березня 2011 року:
|          | Загалом | Допрацездатний вік | Працездатний вік | Постпрацездатний вік |
| -------- | ------- | ------------------ | ---------------- | -------------------- |
| Чоловіки | 124     | 19                 | 87               | 18                   |
| Жінки    | 113     | 23                 | 56               | 34                   |
| Разом    | 237     | 42                 | 143              | 52                   |